# Semtenga
Semtenga est une commune située dans le département de Siglé de la province de Boulkiemdé dans la région du Centre-Ouest au Burkina Faso.

## Éducation et santé
Le centre de soins le plus proche de Semtenga est le centre de santé et de promotion sociale (CSPS) de Siglé.